# Cynoglossus canariensis
Cynoglossus canariensis es una especie de pez de la familia Cynoglossidae en el orden de los Pleuronectiformes.

## Distribución geográfica
Se encuentran al este de la  Atlántico (desde Mauritania y las Islas Canarias hasta Angola).